# میگل رودریگز اورخوئلا
میگل آنخل رودریگز اورخوئلا (به اسپانیایی: Miguel Ángel Rodríguez Orejuela) (زادهٔ ۱۵ اوت ۱۹۴۳) یک قاچاقچی موادمخدر اهل کلمبیا است که سابقاً یکی از رهبران کارتل کالی، مستقر در شهر کالی بوده‌است. او برادر کوچکتر گیلبرتو رودریگز اورخوئلا است. او با دختر شایستهٔ کلمبیا در سال ۱۹۷۴، مارتا لوسیا اچوری ازدواج کرد. وی مالک باشگاه فوتبال امریکا د کالی بود.